# Химинець Василь Васильович
Химинець Василь Васильович (нар. 13 січня 1970, с. Кибляри, Ужгородський район, Закарпатська область, Українська РСР) — український дипломат. Надзвичайний і Повноважний Посол України в Республіці Австрія.

## Біографія
Народився 13 січня 1970 року в селі Кибляри Ужгородського району Закарпатської області. У 1993 році закінчив Ужгородський державний університет за спеціальністю «філолог, викладач німецької мови та літератури». Ужгородський державного університету за спеціальністю «економіка» (1997). Слухач Дипломатичної академії України при МЗС України (2001—2002), магістр зовнішньої політики. Володіє німецькою та англійською мовами.
У 1993—1997 рр. — викладач кафедри німецької філології Ужгородського державного університету
У 1997—2001 рр. — другий секретар Посольства України в Республіці Австрія
У 2001 році — другий секретар відділу культурних та соціально-гуманітарних питань Управління культурного та гуманітарного співробітництва МЗС України
У 2001—2003 рр. — радник, начальник відділу з питань української діаспори, національних меншин і віросповідань Управління культурного та гуманітарного співробітництва МЗС України
У 2003—2007 рр. — перший секретар Посольства України у Федеративній Республіці Німеччина
У 2007—2008 рр. — начальник відділу соціально-гуманітарних питань Департаменту культурного та гуманітарного співробітництва МЗС України
У 2008—2009 рр. — заступник директора, директор Департаменту секретаріату Міністра закордонних справ України. Член делегації України для участі в роботі 16-го засідання Ради Міністрів ОБСЄ.
У 2009—2015 рр. — радник-посланник Посольства України у Федеративній Республіці Німеччина. Тимчасовий повірений у справах України в ФРН (2012, 2014)
У 2015—2021 рр. — директор Першого територіального департаменту МЗС України (двостороння співпраця з країнами-членами ЄС)
З 30 липня 2021 року — Надзвичайний і Повноважний Посол України в Республіці Австрія.

## Дипломатичний ранг
- Надзвичайний і Повноважний Посол (2020)[4].